# Štěrbův letohrádek
Štěrbův letohrádek či též Podhořský zámeček je sídelní vila v osadě Podhoří v pražské Troji, která byla postavena roku 1890 pražským architektem a stavebním podnikatelem Bohumilem Štěrbou jakožto jeho rodinné sídlo. Svými rozměry i rozlohou původního pozemku se jedná o největší sídelní vilu v této části města.

## Historie
Výstavbu vily zadal na konci 80. let 19. století u vlastní stavební firmy karlínský stavitel a architekt Bohumil Štěrba jakožto zhotovení rodinného palácového sídla s rozsáhlou zahradou, na pozemcích tehdy ležících mimo Prahu. Štěrba vedl vlastní rozsáhlý podnik, který realizoval několik významných staveb, především v Praze. Její umístění poskytuje pozoruhodný výhled na široké údolí Vltavy. Stavba byla dokončena roku 1890.

### Po roce 1945
Po únoru 1948 byla budova znárodněna. Během 2. poloviny 20. století byla spravována Pražskou botanickou zahradou, během této doby však zpustla a stala se zříceninou. Roku 2019 byla provedena její kompletní rekonstrukce.

## Architektura stavby
Vila je dvoupodlažní volně stojící budova stojící ve východním svahu v údolí Vltavy. V jejím průčelí se nachází majestátní schodiště před hlavním vchodem, částečně kryté výše umístěnou terasou. Svým uspořádáním, stylem domovního štítu i štukovou výzdobou nese výrazné prvky novorenesanční architektury, svým rozměrem se pak podobá malému zámku.